# Hydropuntia
Hydropuntia, rod crvenih algi iz porodice Gracilariaceae, dio je tribusa Gracilarieae. Taksonomski je priznati rod. Postoji 11 vrsta. Tipična je morska alga H. urvillei

## Vrste
1. Hydropuntia edulis (S.G.Gmelin) Gurgel & Fredericq
2. Hydropuntia eucheumatoides (Harvey) Gurgel & Fredericq
3. Hydropuntia millardetii (Montagne) Gurgel, J.N.Norris & Fredericq
4. Hydropuntia multifurcata (Børgesen) M.J.Wynne
5. Hydropuntia perplexa (K.Byrne & Zuccarello) Conklin, O'Doherty, & A.R.Sherwood
6. Hydropuntia preissiana (Sonder) Gurgel & Fredericq
7. Hydropuntia rangiferina (Kützing) Gurgel & Fredericq
8. Hydropuntia urvillei Montagne -tip